# Séverin (musicien)
Pour les articles homonymes, voir Séverin.
Séverin, né à Paris en 1979, est un auteur compositeur interprète et producteur de musique français.

Séverin en concert à Paris en 2023

## Biographie
Séverin Tezenas du Montcel est le fils d'Henri Tézenas du Montcel et de Guillemette de Sairigné. Il est issu d'une famille de l'ancienne bourgeoisie française.
Séverin débute avec le duo electropop One-two découvert par le label Berlinois Four music puis sélectionné par le concours CQFD des Inrockuptibles en 2005.
Après deux albums (Love Again et The Story of Bob Star) et des tournées en Europe, il commence une carrière solo avec l'album Cheesecake ou il fait chanter 14 de ses compositions par 14 femmes différentes. On y retrouve notamment Constance Verluca, Marie-Flore (chanteuse), Mai, La Fiancée, Lippie, Nadège Winter, Marina Gasolina (du groupe Bonde do Rolê), Liza Manili...
En 2012, il sort son premier album solo Séverin comme auteur-compositeur-interprète avec un répertoire uniquement en français.
En 2014, il monte le label Neon Napoleon et le Studio Navarin.
En février 2016, il sort son deuxième album solo en français Ça ira tu verras. Dans la chanson France-Brésil, il chante avec sa femme la chanteuse brésilienne Kiwi da Gama. Le clip met en scène le dialogue joyeusement difficile d’un couple franco brésilien, à l’aide de l'outil Google de traduction automatique.
En février 2019, il sort l’album «Transatlantique» accompagné d’un clip pour le morceau « l’interview » où figure la journaliste Léa Salamé. Le morceau « En vacances » est soutenu par France Inter et Fip.
La vidéo pour le deuxième single « Elle est là » avec l’actrice  Anais Demoustier est tourné à Orly.
En 2022, Séverin sort le single « Mea culpa » dont la couverture est signée par l’artiste Nathalie du Pasquier.
En 2023 il sort un nouvel album qui s’intitule « Nouveaux Dinosaures ». La chanson éponyme rentre en playlist sur France Inter.

## Discographie

### Séverin

#### Albums
• 2024 : Live à la Nouvelle Éve (Neon Napoleon)
• 2023 : Nouveaux Dinosaures (Neon Napoleon)
- 2019 : Transatlantique (Neon Napoleon)
- 2016 : Ça ira tu verras (Neon Napoleon)
- 2012 : Séverin (Cinq7-Wagram)
- 2009 : Cheesecake (Cinq7-Wagram)

#### Singles et EP
- 2022 : « Mea culpa » (Neon Napoleon)
- 2016 : Albumzinho inclus "Contrôle ta samba" avec Katerine (Neon Napoleon)
- 2015 : Ça ira tu verras (Neon Napoleon)
- 2011 : L'Amour triangulaire (Cinq7-Wagram)
- 2011 : En noir et blanc (Cinq7-Wagram)
- 2009 : The Edge of a Sunday (par Nadege Winter) inclus le remix de Breakbot (Cinq7-Wagram)

### Avec One-Two

#### Albums
- 2008 : The Story of Bob Star (Sony Bmg)
- 2006 : Love Again (Fine-Four music)

#### Singles et EP
- 2007 : Annie Mall (Sony Bmg)
- 2006 : O-hot Brain (Fine)
- 2005 : Oh Yeah, Alright (Fine)

### Participations et réalisations
- 2016 : Il chante la Samba Saravah sur le disque hommage au 50 ans de Saravah (label de Pierre Barouh) ainsi que Dommage que tu sois mort en duo avec               Jeanne Cherhal
- 2015 : création du label  Neon Napoleon
- 2014 : Cléa Vincent - Cléa Vincent / Réalisateur de l'album  (Polydor)
- 2013 : Rose (chanteuse) - co-compositeur pour Et puis juin et Mon homme / Alizée - auteur-compositeur pour Le Dernier Souffle
- 2012 : Liza Manili - Liza Manili / Réalisateur de l'album et auteur-compositeur de 4 titres dont le single L'Éclipse (EMI)
- 2010 : Camelia Jordana - Camélia Jordana /  Réalisateur de 3 titres dont le single Non Non Non et auteur-compositeur de 2 titres (Sony)
- 2005 : Stacs of Stamina - Stay beautiful - titre co-composé avec Lafayette

## Bandes son
2024 -2025 : Simon et la pierre magique. Spectacle musical
2020 - aujourd’hui : Simon Superlapin .Saisons 1-2
2010 - 2020 : Simon . Saisons 1-2-3
2015 - 2016: ZipZip . Saisons 1-2
2010 - 2011: Commander Clark . Saison 1